# Iván Gallego
Iván Gallego Vela, född 13 februari 1984 i Terrassa, är en spansk vattenpolospelare. Han ingick i Spaniens landslag vid olympiska sommarspelen 2008. 
Gallego gjorde två mål i herrarnas turnering i vattenpolo vid olympiska sommarspelen 2008.
Gallego tog VM-silver för Spanien i samband med världsmästerskapen i simsport 2009 i Rom. Silver blev det även i vattenpoloturneringen vid medelhavsspelen 2009.